# 8e division d'infanterie indienne
Pour les articles homonymes, voir 8e division.

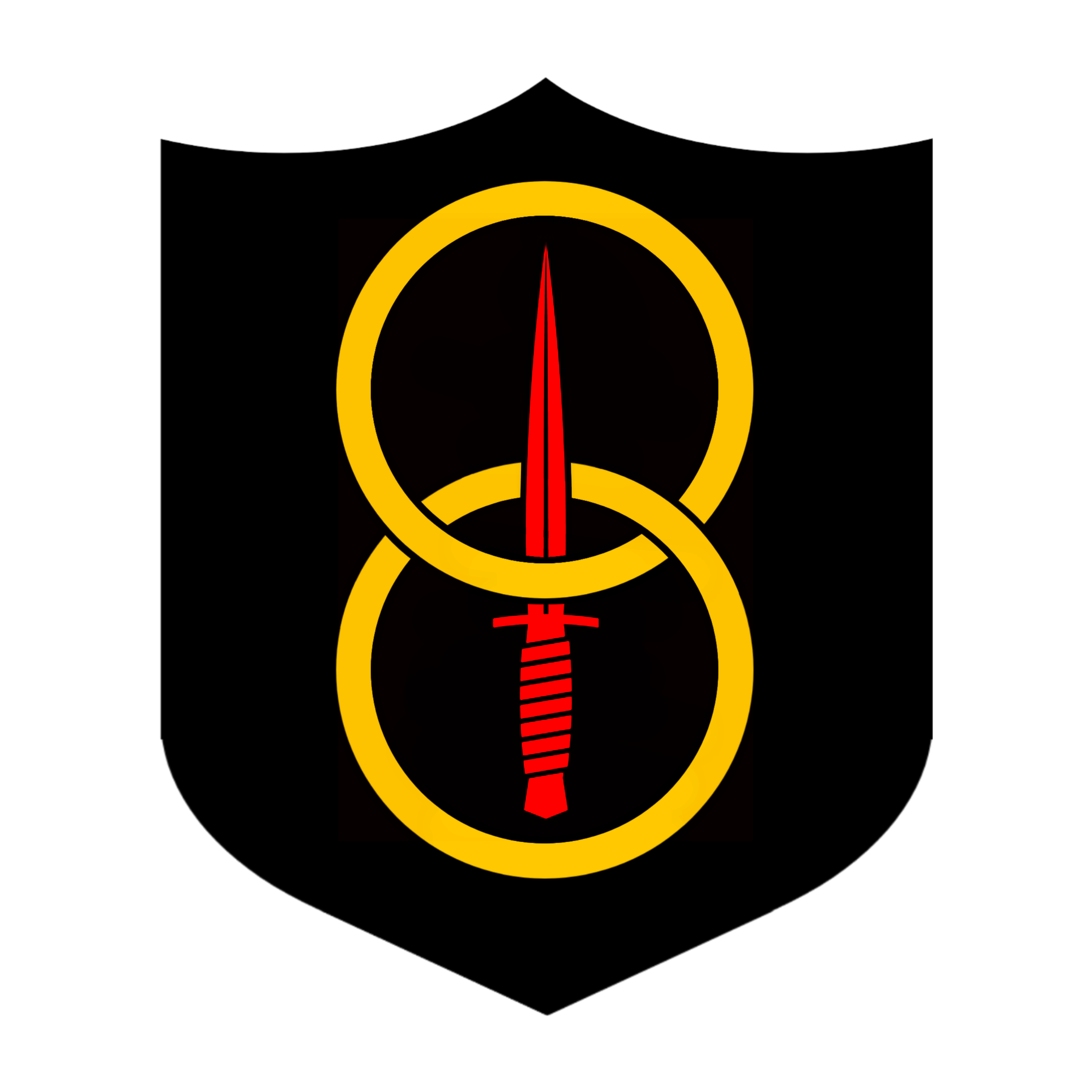
Signe de formation de la 8e division d'infanterie indienne, variante de trèfle à quatre feuilles

La 8th Indian Infantry Division est une division de la British Indian Army qui est spécialisé dans les tactiques et les opérations dans les territoires montagneux.
Originellement formée à Meerut le 25 octobre 1940 par le major général C.O. Harvey (compagnon de l'ordre du Bain, commandeur de l'ordre de l'Empire britannique, commandeur de l'ordre royal de Victoria, Military Cross) comme faisant partie de la British Indian Army cette division fut dissoute à la fin de la Seconde Guerre mondiale mais reformé à nouveau en 1962 comme une division spécialisé en montagne.
Elle participa au sein de l'Iraqforce en 1941 à l'invasion anglo-soviétique de l'Iran, à la guerre anglo-irakienne, invasion de la Syrie et du Liban.
Elle participa en Europe à la campagne d'Italie à la bataille de Monte Cassino, prit part à l'opération qui brisa la Ligne gothique, et à l'offensive du printemps 1945 en Italie.